# Samar
Samar er efter Luzon, Mindanao og Negros den fjerdestørste ø i Filippinerne og tilhører Visaya-øerne. 
Den ar et areal på 13.080 km² og har ca. 1,08 mio. indbyggere. De vigtigste erhverv er minedrift efter jern og kobbermalm samt fiskeri og skovbrug.
Samar blev opdaget af spanieren Ruy López de Villalobos i 1543. I 1901 blev Balangiga-massakren forøvet på øen.
Samar rummer tre filippinske provinser:
- Samar i den sydvestlige del af øen
- Northern Samar mod nord
- Eastern Samar mod øst

## Geografi
Mod syd ligger Leytebugten, mod sydvest ligger San-Juanico-strædet, som adskiller Samar fra naboen Leyte trennt og går over i Samar-havet. San-Juanico-broen forbinder de to øer.
Mod nordvest på den anden side af San-Bernardino-strædet, ligger Sorsogon, den sydligste provins på hovedøen Luzon. Mod øst ligger det Filippinske Hav, som er en del af Stillehavet.